# Rabea Edel

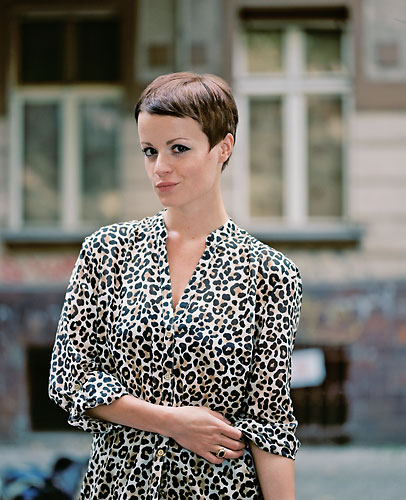
Rabea Edel

Rabea Edel (* 31. Juli 1982 in Bremerhaven) ist eine deutsche Schriftstellerin und Fotografin.

## Leben
Edel wuchs in Cuxhaven auf. Sie studierte in Berlin und Siena Italianistik und Literaturwissenschaften. Danach folgte ein Studium der Fotografie an der Berliner Ostkreuzschule. Ihr Debütroman Das Wasser, in dem wir schlafen erschien 2006. Sie lebt als freie Autorin und Fotografin in Berlin und an der Mosel. Ihr zweiter Roman Ein dunkler Moment erschien im Frühjahr 2011 im Luchterhand Literaturverlag. Im Dezember 2021 erschien ihr fotografisches Kunstbuch A Second Beating Heart im Verlag Shift Books. Im Januar 2025 erschien bei C.H.Beck ihr dritter Roman Portrait meiner Mutter mit Geistern.
Seit Dezember 2022 ist sie Mitglied im PEN Berlin.

## Werke
- Portrait meiner Mutter mit Geistern. C.H.Beck, München 2025, ISBN  9783406829727
- A Second Beating Heart. Shift Books, Berlin 2021, ISBN 978-3-948174-13-2
- Ihre Geister sehen. Hörspiel. Ursendung: Deutschlandfunk Kultur 08.05.2021, Länge: 70'25.
- Stell Dir vor, es hört auf. Literatur Quickie: Band 27, Hamburg 2013, ISBN 3955201961
- Ein dunkler Moment. Luchterhand Verlag, München 2011, ISBN 978-3-630-87338-1
- Das Wasser, in dem wir schlafen. Luchterhand Verlag, München 2006, ISBN 3630872247

## Auszeichnungen

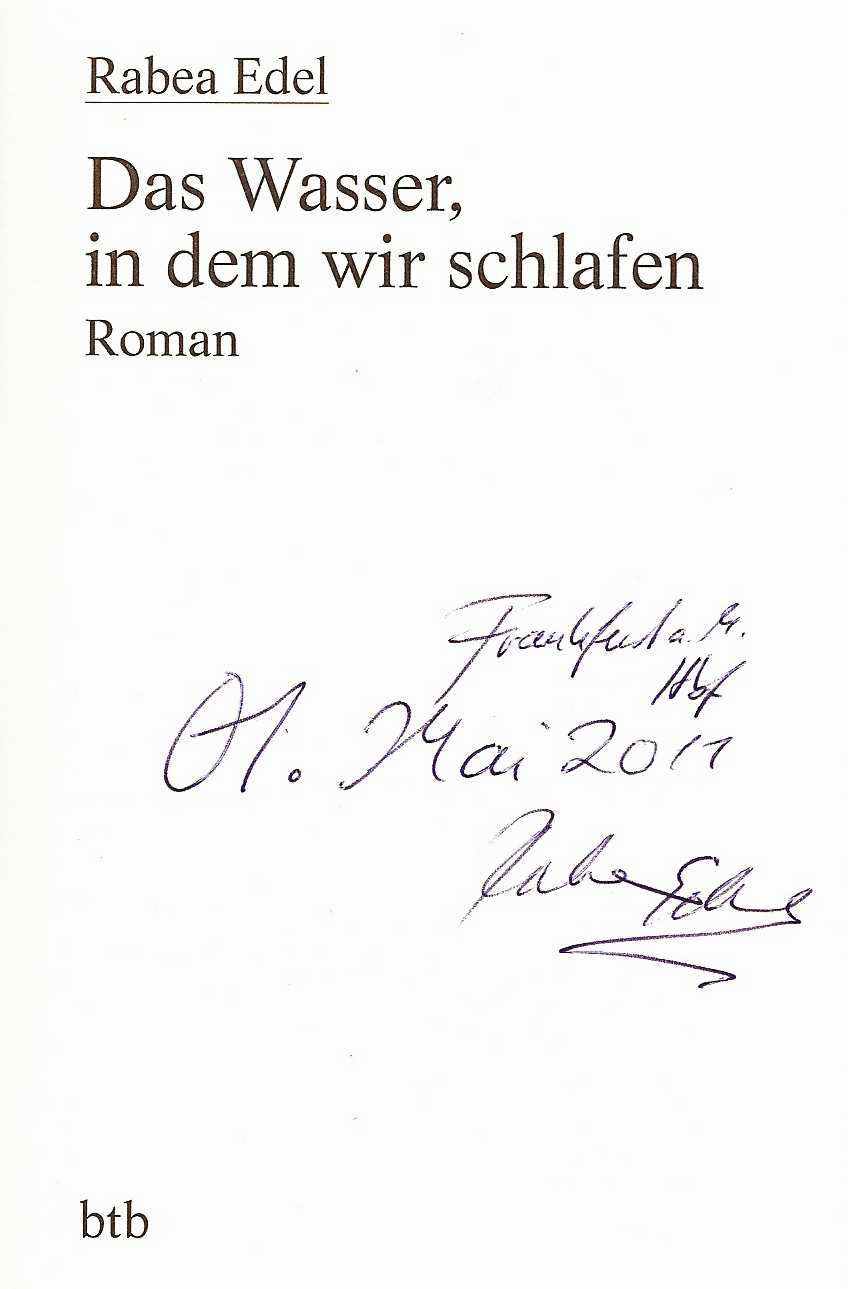
Autograph von Edel

- 1996/1998 Preisträgerin Treffen Junger Autoren
- 2001 Literatur Labor Wolfenbüttel
- 2001 Literaturpreis „Junge Prosa“ der Stadt Arnsberg
- 2003 Klagenfurter Literaturkurs
- 2004 Preisträgerin des 12. Open-Mike der Literaturwerkstatt Berlin
- 2005 Werkstatt-Stipendium der Jürgen-Ponto-Stiftung
- 2006 Auf Vorschlag von Hertha Müller Kunstpreis Literatur der Land Brandenburg Lotto GmbH[3]
- 2007 Förderpreis zum Nicolas-Born-Preis
- 2009 Aufenthaltsstipendium der Deutschen Akademie Rom Villa Massimo in Olevano Romano
- 2012 Stipendiatin am Künstlerhaus Edenkoben
- 2013 Arbeitsstipendium des Senats von Berlin
- 2014 Arbeitsstipendium des Deutschen Literaturfonds
- 2015 Recherche-Stipendium des Berliner Senats
- 2015 Artist in residency am Goethe-Institut Peking
- 2016 Arbeitsstipendium Literatur des Landes Niedersachsen
- 2016 Writer in residency am Goethe Institut Ljubljana
- 2018 Arbeitsstipendium im Alfred Döblin Haus, Wewelsfleth/Akademie der Künste
- 2021 ARD-Online-Award für das Hörspiel Ihre Geister sehen